# Вторая битва при Кустоце
Второе сражение при Кусто́це — сражение, состоявшееся 24 июня 1866 года во время австро-прусско-итальянской войны.
Армия Австрии, ведомая Альбрехтом Габсбургским, нанесла поражение итальянской армии под командованием Альфонсо Ферреро Ламармора и Энрико Чиалдини, несмотря на численное превосходство итальянцев.

## Развертывание и силы сторон
Главная итальянская армия 23 июня 1866 года начала форсирование реки Минчо, собираясь вклиниться в занятый австрийцами «четырёхугольник крепостей» (Мантуя, Верона, Пескьера, Леньяго). Армия состояла из трёх корпусов, каждый из 4-х пехотных и одной кавалерийской дивизий, и одной отдельной кавалерийской дивизии. Каждая пехотная дивизия имела 18 довольно малочисленных батальонов. Номинально командовал король Виктор Эммануил II, фактически — начальник штаба генерал Ламармора. Другая армия в составе 2-х корпусов под командованием генерала Чиалдини направлялась в обход «четырёхугольника крепостей» к нижнему течению реки По.
Австрийский командующий эрцгерцог Альбрехт, следуя плану, составленному его начальником штаба генералом Йоном, оставив один гусарский полк для наблюдения за По, сосредоточил главные силы у Вероны. Австрийская армия состояла из трёх пехотных корпусов, одной резервной и одной кавалерийской дивизий. Австрийский корпус состоял из трёх пехотных бригад, резервная дивизия — из двух слабых бригад. Ещё одна бригада обеспечивала тыл против возможного восстания итальянского населения. Бригада состояла из 2-х полков 3-х батальонного состава и одного егерского батальона.

## Ход сражения

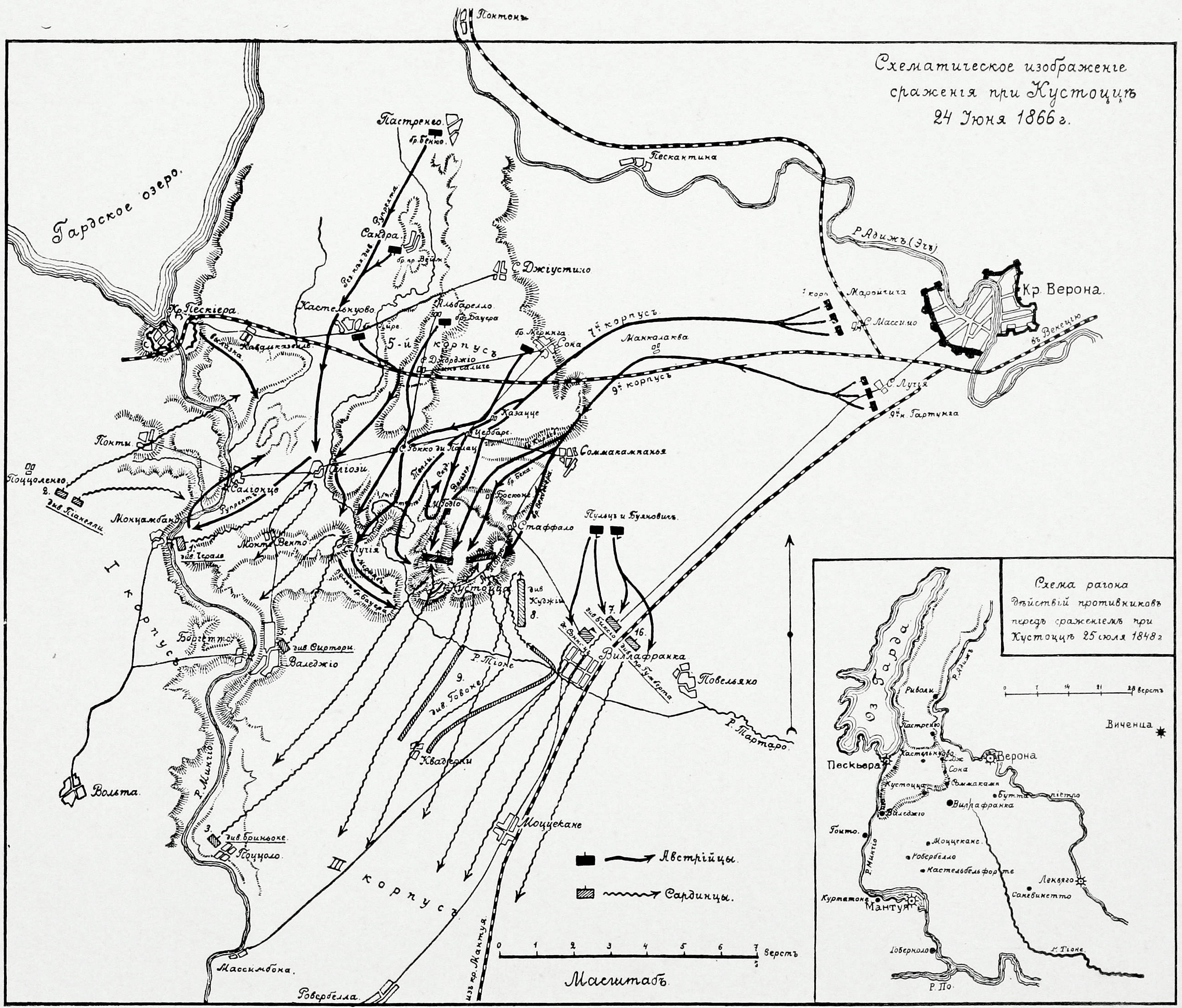
Театр военных действий
(рисунок из статьи «Кустоцца»
«Военная энциклопедия Сытина»)

Утром 24 июня левофланговый 1-й корпус итальянцев, оставив 2-ю дивизию для наблюдения за Пескьерой, тремя дивизиями перешёл в наступление на левом берегу Минчо. Правее его наступали четыре дивизии 3-го итальянского корпуса под командованием генерала Энрико Мороццо делла Рокка. Находившийся ещё правее 2-й корпус итальянцев фактически не принимал участия в сражении, ибо две его дивизии были выделены для наблюдения за Мантуей, а две других составляли общий резерв на правом берегу Минчо.
В это же время эрцгерцог Альбрехт стал выдвигаться в обход левого фланга итальянцев, чтобы занять ключевые высоты. Австрийцы успели встать на позицию, когда на них наткнулись итальянские войска. Правый фланг австрийцев составляла резервная дивизия, центр — 5-й корпус, усиленный одной бригадой находившегося в резерве 7-го корпуса, левый фланг — 9-й корпус и кавалерийская дивизия.
Сражение началось в 7 часов утра столкновениями на флангах. Две правофланговые дивизии 3-го итальянского корпуса были совершенно расстроены атаками австрийской кавалерии. Резервная дивизия австрийцев, опрокинув 1-ю дивизию, находившуюся на левом фланге 1-го итальянского корпуса, прорвалась к переправам через Минчо. Здесь она была отброшена 2-й дивизией, которая, однако, не решилась обойти правый фланг противника. 
Успех на флангах позволил эрцгерцогу Альбрехту атаковать итальянский центр 5-м, 7-м и 9-м корпусами. После упорного боя, в ходе которого селение Кустоца несколько раз переходило из рук в руки, итальянцы стали отступать. Ламармора потерял управление войсками и бросился в тыл, чтобы привести резерв. Но обе резервные дивизии были задержаны бежавшими обозами и на поле сражения так и не появились.   
Утомлённые и понесшие чувствительные потери австрийцы не преследовали, позволив итальянской армии беспрепятственно вернуться на правый берег Минчо.

## Результаты сражения
Причины поражения итальянцев: пассивность, неустойчивость пехоты и конницы, неумение группировать артиллерию, выделение чрезмерно крупных сил против крепостей. С австрийской стороны надо отметить отличные действия кавалерии, обеспечившей армию хорошей разведкой, а импровизированное наступление австрийских улан привело к тяжёлым последствиям для итальянцев. 
Система речных потоков (По, Минчо, Адидже) и крепостей «четырёхугольника» вынудила итальянское командование разделить силы. Это позволило австрийцам, прикрывшись незначительными силами во второстепенных пунктах, нанести решающий удар главными силами на Кустоцу и одержать победу над неприятелем, обладающим подавляющим перевесом в силах.
Австрийцы победили, однако ни эта победа, ни их успех в морском сражении при Лиссе не сыграли роли, так как общее поражение Австрии в войне в результате разгрома ее армии от пруссаков в генеральном сражении при Садове заставило Австрию передать Венецианскую область Италии.
Только успех прусской армии позволил стать Италии единой и заставил Австрию просить мир.

## В кино
- «Чувство» (1954, реж. Лукино Висконти)